# Робин (певица)
Ро́бин Мириам Карлссон (швед. Robin Miriam Carlsson), более известная под сценическим именем Ро́бин (швед. Robyn) (родилась 12 июня 1979 года) — шведская певица, продюсер и автор песен. Робин стала популярна в конце девяностых благодаря своим танцевальным хитам «Show Me Love» и «Do You Know (What It Takes)» с её дебютного альбома Robyn Is Here (1997). Она — соавтор «Du gör mig hel igen» (You Make Me Whole Again), песни для Melodifestivalen 1997 года — отборочного конкурса в Швеции для представления страны на международном конкурсе «Евровидение». Популярность её сингла «With Every Heartbeat», занявшего первое место в чартах, и последующий выпуск альбома Robyn (2005), принесли ей массовый успех во всём мире. В январе 2009 года Робин получила шведскую награду Grammis за лучшее живое выступление в 2008 году.
В июне 2010 года Робин выпустила достигший номера 1 в чартах альбом Body Talk Pt. 1, первый из задуманной трилогии, последовательно вышедшей в течение этого года. Главный сингл альбома «Dancing on My Own» был выпущен за несколько недель до альбома и стал всемирным хитом, принеся певице номинацию на Grammy Awards в категории «Лучшая танцевальная запись». Следующий альбом трилогии, Body Talk Pt. 2, был выпущен 6 сентября, сразу заняв первое место в шведских чартах. Заключительный третий альбом, Body Talk, вышел 22 ноября. Первым синглом с него стала песня «Indestructible».

## Музыкальная карьера

### 1991-93: Начало
В 1991 году, в возрасте 12 лет Робин записала песню «Du kan alltid bli nummer ett» («Ты всегда можешь быть номером один»), ставшую темой шведского телешоу Lilla Sportspegeln. Она исполнила свою первую самостоятельно написанную песню на другом телевизионном шоу, Söndagsöppet.
Робин была замечена шведской поп-певицей Мейей в начале 90-х. Мейя и её группа Legacy of Sound посетили школу Робин, где провели музыкальный семинар. Выступления Робин впечатлили Мейю настолько, что она связалась со своими менеджерами и организовала встречу с Робин и её родителями. Вскоре после окончания средней школы, Робин подписала контракт с Ricochet Records Sweden, подразделением BMG. Она сотрудничала с продюсерами Максом Мартином (Max Martin) и Деннизом Попом (Denniz Pop), которые придали певице жёсткое, однако популярное звучание. В написании песен помощь оказывали Ульф Линдстром (Ulf Lindstrom) и Йохан Эхе (Johan Ekhé), которые также помогли продюсировать альбом и оставались с Робин до завершения работы над альбомом Don’t Stop the Music, вышедшим в 2003 году.

### 1994-97: Robyn Is Here
Робин начала свою карьеру в музыкальной поп-индустрии в возрасте 16 лет. Подписав контракт на запись с RCA Records в 1994 году, она выпустила в Швеции свой дебютный сингл «You’ve Got That Somethin'». Позже в том же году она совершила прорыв с синглом «Do You Really Want Me (Show Respect)». Эти два трека стали частью альбома Robyn Is Here, выпущенного в октябре 1996 года. Вокал Робин появляется в сингле 1996 года «Roll with Me» коллектива Blacknuss. Робин вошла в отборочный тур «Евровидения» 1997 года как соавтор и продюсер песни «Du gör mig hel igen», которую исполнила Кайсалиса Эйемир (Cajsalisa Ejemyr). На конкурсе Melodifestivalen в 1997 году песня заняла 4 место.
Прорыв Робин в США произошёл в 1997 году, когда её танцевальные поп-синглы «Show Me Love» и «Do You Know (What It Takes)» вошли в десятку лучших в Billboard Hot 100. В 1997 году она выступила в американском детском шоу All That, с песней «Show Me Love», закрепив свою растущую популярность в Соединённых Штатах. Эти песни также исполнялись в Великобритании. Робин перевыпустила песню «Do You Really Want Me (Show Respect)» международным релизом, однако он не был столь успешен, как её другие синглы. В США он не мог участвовать в чартах продаж, поскольку не поступал в розничную продажу, что не помешало ему достичь 32-й строчки в радиочарте Hot 100 Airplay. Песня «Show Me Love» была использована в фильме 1998 года Fucking Åmål режиссёра Люкаса Модиссона (Lukas Moodysson), причём название песни использовалось как заглавие фильма в англоязычных странах.
Несмотря на быстрый рост популярности Робин во всём мире, особенно в США, ей пришлось вернуться в Швецию для восстановления, поскольку ей был поставлен диагноз «истощение».

### 1998—2001: My Truth
Запись второго альбома Робин началась в 1998 году. Альбом My Truth был выпущен в мае 1999 года в Швеции с последующим изданием на всём континенте. Сингл «Electric» стал хитом в Европе, и продвинул My Truth на вторую позицию по продажам в Швеции. Альбом автобиографичен, треки «Universal Woman» и «Giving You Back» посвящены тайному аборту певицы. Несмотря на успех на рынке США альбома Robyn Is Here, My Truth не был выпущен в международном масштабе.
В 1999 году Робин приняла участие в записи дебютного сольного альбома Кристиана Фалька Quel Bordel, появившись в треках «Remember» и «Celebration». В 2000 году она появилась в треке «Intro/ Fristil» на альбоме Петтера Petter. В 2001 году Робин записала песню «Say You’ll Walk the Distance» для саундтрека фильма On the Line.

### 2002-04: Don’t Stop the Music
В ноябре 2002 года Робин поменяла лейбл внутри BMG (с RCA Records на Jive Records) и выпустила альбом Don’t Stop the Music в Швеции. Синглы «Keep This Fire Burning» и «Don’t Stop The Music» вошли в плейлисты Скандинавии и материковой части Европы. Заглавный трек позже был перепет шведской девичьей группой Play, кроме того, кавер-версию главного сингла «Keep This Fire Burning» записала британская соул-певица Беверли Найт (Beverley Knight).
В мае 2004 года в Америке вышел сборник Robyn’s Best. Большей частью это была укороченная версия её дебютного альбома, не содержащая материалов из более поздних релизов. В 2006 году в ознаменование окончания контракта с BMG в Швеции вышел Det Bästa Med Robyn («Лучшее от Робин») — сборник лучших песен, содержащий материал из её первых трёх альбомов. Заметным упущением стало отсутствие на пластинке синглов «Don’t Stop the Music» и «Keep This Fire Burning».

### 2005-08: Robyn
Десятилетние отношения Робин с её лейблом прекратились в 2004 году. Когда представители лейбла негативно отреагировали на «Who’s That Girl?», записанный в новом электропоп-звучании, Робин решила выпускать музыку самостоятельно. В начале 2005 года она сообщила, что покинет Jive Records, для того чтобы основать свой собственный звукозаписывающий лейбл. Так был создан Konichiwa Records, чьей основной целью было предоставить Робин творческую свободу. На своём веб-сайте Робин выложила информацию, что её новый альбом выйдет раньше чем ожидалось, и назвала несколько лиц, участвующих в записи альбома, среди которых Клас Ахлунд из Teddybears STHLM, шведский дуэт The Knife, бывший продюсер Cheiron Александр Кронлунд.
В марте 2005 года Робин выпустила сингл «Be Mine!». Месяц спустя вышел её четвёртый студийный альбом Robyn, который стал для неё первым, занявшим первое место в Швеции. Созданный под влиянием электронной музыки, рэпа, современного ритм-н-блюза и нью-эйджа, Robyn получил восхищённые отзывы и принёс певице три награды Swedish Grammy Awards в 2006 году в номинациях «Лучший альбом», «Лучший композитор» (вместе с Класом Ахлундом) и «Лучшая поп-певица». Кроме того, альбом привлёк интерес к Робин в глобальном масштабе. Она получила признание за соавторство песни «Money for Nothing» — дебютного сингла Дарина Заньяра. С альбома Robyn было выпущено ещё три сингла: «Who’s That Girl?», «Handle Me» и «Crash and Burn Girl», которые приобрели огромную популярность в Швеции.
Робин сотрудничала с британским дуэтом Basement Jaxx, её вокал присутствует на треке «Hey U» с их альбома Crazy Itch Radio 2006 года. В том же году вышел второй альбом Кристиана Фалька, People Say, где Робин выступила соавтором песен «Dream On» and «C.C.C».
В декабре 2006 года в Великобритании вышел The Rakamonie EP в качестве демонстрации результатов её недавней работы. Вслед за этим, в марте 2008 года, был выпущен Konichiwa Bitches. Переиздание альбома Robyn вышло в Великобритании в апреле 2007 года. На нём появилось два новых трека: «With Every Heartbeat» (в сотрудничестве с Kleerup) и «Cobrastyle» (кавер-версия сингла 2006 года шведской рок-группы Teddybears), а также слегка изменённые версии двух песен из оригинального издания альбома. Тираж дисков был изъят из британских магазинов для перевыпуска в августе.
Вторым синглом с британского релиза стал «With Every Heartbeat», выпущенный в конце июля и достигший номера 1 в чарте синглов Великобритании. На волне растущей популярности Робин приняла участие в шоу Джо Уили Live Lounge на радиостанции BBC Radio 1. Последующие синглы «Handle Me», «Be Mine!», «Who’s That Girl?» и «Dream On» входили в тридцатку лучших. В Австралии, где Robyn вошёл в первую десятку чарта альбомов iTunes Store, «With Every Heartbeat» получил значительное внимание со стороны телерадиосетей. В 2007 году Робин исполнила вокальную партию для сингла «This One’s for You» с альбома Voices of Eden шведской группы Fleshquartet.
Konichiwa Records заключили сделку с Universal Music Group для международной дистрибуции музыки Робин. Релизы в Великобритании были осуществлены под лейблом Island Records. The Rakamonie EP был выпущен в январе 2008 года под лейблом Cherrytree Records, подразделением Interscope, и американское издание альбома Robyn было выпущено в апреле 2008 года. Синглы «With Every Heartbeat», «Handle Me» и «Cobrastyle» стали клубными хитами, вошедшими в десятку лучших, а предыдущие вышли в радиоэфир американских танцевальных и поп-радиостанций. Робин оказалась на рынке США ещё в 2007 году, когда вышел сингл Бритни Спирс «Piece of Me», где Робин была на бэк-вокале. Она также присутствует в ремиксе Fyre Department на песню «Sexual Eruption» рэпера Снуп Догга.
В 2008 году Робин закончила короткое турне по США в поддержку Robyn, и выступала на разогреве Sticky & Sweet Tour Мадонны на нескольких шоу в Европе.

### 2009 — настоящее время: Body Talk
В январе 2009 года Робин получила шведскую награду Grammis в номинации «Лучшее живое выступление»; в своей речи она сказала, что благодарна Мадонне за полученный приз.
На сайте шведской газеты Aftonbladet Робин заявила, что собирается начать запись нового альбома в начале 2009 года и будет работать с такими продюсерами как Kleerup («With Every Heartbeat») и Клас Ахлунд, с которым она работала над Robyn.
Робин приняла участие в записи трека «The Girl and the Robot» для альбома «Junior» 2009 года норвежских электронщиков Röyksopp. На песню был снят видеоклип, где также снялась Робин. Трек был выпущен во всём мире как второй сингл с альбома, достигнув в норвежском чарте синглов второй строчки.
В 2009 году она вместе с Доктором Албаном выступила на фестивале Way Out West 2009, исполняя его хит «No Coke».
В марте 2010 года Робин снялась в шведском телесериале Dom kallar oss artister («Нас зовут артистами»).
Она заявила, что её цель — выпустить альбом в июне. Также она сказала, что альбом будет очень личным, как дневник. Треклист был подтверждён, в него вошли: «Don’t Fucking Tell Me What to Do», написанная Робин и Класом Ахлундом, «None of Dem» с участием Röyksopp, «Dance Hall Queen» с участием Diplo, «Fembot» и «Dancing on My Own», написанные Робин и Патриком Бергером.
В интервью шведскому журналу Bon Робин сообщила, что планирует выпустить три новых альбома в 2010 году. Первый должен будет выйти весной, следующий летом и последний осенью/зимой. В мае Робин сказала в интервью блогу Stereogum: «Я думаю, что это разделение целого альбома на несколько разных релизов в некотором роде соответствует и тому, как люди слушают музыку. Дело в песнях. Но для меня это не EP или мини-версия альбома. Это альбом, просто он, может быть, не той продолжительности, так что я могу вернуться в студию и выпустить эти песни пока они свежие, вернуться в студию и работать над новым материалом во время турне».
Для продвижения её будущего альбома Робин выпустила 13 апреля 2010 года промосинглы «Fembot», «Dancehall Queen» и «None of Dem» (с участием Röyksopp) в цифровом формате.
Робин выпустила первую часть серии Body Talk, Body Talk Pt. 1, 14 июня 2010 года в скандинавских странах (дистрибуция EMI) и 15 июня в США (дистрибуция Interscope Records). Её выходу предшествовал сингл «Dancing on My Own», выпущенный 1 июня 2010 года. Эта песня стала первым хитом номер 1 в Швеции и её четвёртым хитом, вошедшим в десятку лучших в США и Великобритании, достигнув восьмой позиции в UK Singles Chart и третьей в Billboard’s Hot Dance Club Songs. В июле 2010 года она исполнила минималистическую электро-кавер-версию «Try Sleeping with a Broken Heart» Алиши Киз вживую на iheartradio.
Робин отправилась в турне All Hearts Tour в июле-августе 2010 года с американской певицей Келис в поддержку альбомов трилогии Body Talk, и в конце октября провела серию из четырёх концертов в Великобритании.
6 сентября 2010 года Body Talk Pt. 2 был выпущен в Великобритании. Его выходу предшествовал выпуск 5 сентября главного сингла, танцевальной версии песни «Hang with Me» с Body Talk Pt. 1. В альбом вошёл дуэт с американским рэпером Снуп Доггом «U Should Know Better». 12 сентября 2010 года Робин вместе с deadmau5 исполнила «Dancing on My Own» на церемонии MTV Video Music Awards.
В интервью BBC Newsbeat Робин отметила, что решение выпустить трилогию альбомов в один год «было чем-то необходимым по моему мнению. Принимая это решение, я просто не задумывалась о том, продавать записи или нет. Я просто сделала это для себя. Для меня это один из способов оставаться вдохновлённой и продолжать делать то, что мне нравится делать». Она сказала, что больше не станет выпускать три альбома за год: «Когда делаешь 16 или 13 песен за один присест, ты как будто опустошаешь себя и требуется немного времени, чтобы наполниться вновь и найти новые темы, на которые можно говорить, и, я думаю, так лучше для всех».
Робин анонсировала выход сингла «Indestructible» 13 октября 2010 года. Его акустическая версия была выпущена на предыдущем альбоме Body Talk Pt. 2. Были объявлены сроки выхода сингла: 17 ноября в Скандинавии и 22 ноября в Великобритании. 20 октября 2010 года опубликовала на своём официальном сайте подробности, касающиеся заключительного альбома трилогии Body Talk, а также его треклист и оформление обложки. Она описала альбом как «турбо-часть» трилогии, он включает пять песен с двух предыдущих частей и пять новых песен. Робин будет сотрудничать со шведским продюсером Максом Мартином над песней «Time Machine». Мартин продюсировал прорывные в США хиты Робин «Do You Know (What It Takes)» и «Show Me Love», которые входили в десятку лучших чарта Billboard 100 в 1996 и 1997 годах.
В 2010 году Робин появилась в эпизоде «War at the Roses» сериала «Сплетница» в качестве приглашённой звезды и исполнила акустическую версию «Hang With Me». В конце эпизода также прозвучала часть песни «Dancing on My Own».
Робин сообщила, что, возможно, выпустит новый альбом уже в 2011 году.
Однако в последующие годы певица переключилась на работу в совместных проектах, в частности, с коллективами Röyksopp и La Bagatelle Magique. Её восьмой альбом Honey вышел в октябре 2018 года.
В феврале 2020 года она приняла награду "Автор песен десятилетия" на церемонии вручения премии NME Awards 2020. В марте 2020 года глобальный агрегатор критики Acclaimed Music назвал песню "Dancing On My Own" величайшей песней 2010-х годов. После отмены промоушена, концертов и фестивалей в том же году в связи с пандемией COVID-19, Робин запустила серию диджейских сетов в прямом эфире из Стокгольма, Robyn Presents Club DOMO, а также приняла участие в Record Store Day с серией ранее не издававшихся ремиксов на треки с её альбома Honey для винила, выпущенного ограниченным тиражом, и потокового воспроизведения её любимыми диджеями, артистами и коллегами, включая Joe Goddard, Avalon Emerson, Robert Hood, Louie Vega, Soulwax, Kim Ann Foxman, Young Marco, The Blessed Madonna, Patrick Topping и Planningtorock.
В 2024 году приняла участие в создании ремикса Charli XCX "The 360 remix with robyn and yung lean".

## Личная и общественная жизнь
Родители Робин — актёры, и она сама в возрасте 9 лет играла на сцене Шведского королевского театра Dramaten в спектакле Kronbruden.
После выхода её второго альбома в 1999 года, My Truth, Робин стала послом ЮНИСЕФ и посетила ряд стран, среди которых Кения и Танзания. За два года, посвящённых ею этой работе, она привлекала внимание общественности к проблемам ЮНИСЕФ и необходимости оказания помощи фонду в работе с детьми во всём мире.
В 2000 году Повел Рамель наградил её стипендией Karamelodiktstipendiet за её музыкальные достижения, наградой, которая большей частью несёт престиж и уважение, нежели является обычным финансовым поощрением.
С 2008 года Робин была помолвлена с мастером боевых искусств и актёром Олофом Ингером, с которым встречалась с 2002 года. В начале 2011 года они расстались.

## Дискография
- Robyn Is Here (1995)
- My Truth (1999)
- Don’t Stop the Music (2002)
- Robyn (2005)
- Body Talk Pt. 1 (2010)
- Body Talk Pt. 2 (2010)
- Body Talk (2010)
- Honey (2018)

## Избранная фильмография
| Год  |   | Русское название | Оригинальное название | Роль              |
| ---- | - | ---------------- | --------------------- | ----------------- |
| 2010 | с | Сплетница        | Gossip Girl           | в роли самой себя |